# Монтолио, Анхелес
Анхелес Монтолио (исп. Angeles Montolio; род. 6 августа 1975, Оспиталет, Барселона) — испанская теннисистка. Победительница 3 турниров WTA в одиночном разряде, обладательница Кубка Федерации (1994) в составе сборной Испании.

## Игровая карьера
Начала играть в теннис в 12 лет. В 1990 и 1991 годах занимала второе место в чемпионате Испании среди кадеток, в 1991 году также завоевала чемпионский титул в парном разряде. За 1993 год сыграла в четырёх финалах турниров ITF в Испании, завоевав один титул в Барселоне. В конце того же сезона, будучи несеяной, выиграла престижный юношеский турнир Orange Bowl в возрастной категории до 18 лет, победив в финале в трёх сетах посеянную четвёртой Соню Джеясилан.
В 1994 году дебютировала в составе сборной Испании в Кубке Федерации и принесла команде очки в парных встречах с соперницами из сборных Аргентины и Японии, поучаствовав в выходе испанок в полуфинал Мировой группы. Полуфинальный и финальный матчи сборная Испании провела без Монтолио, завоевав по итогам сезона чемпионское звание. На индивидуальном уровне за 1994 год Монтолио выиграла два турнира ITF и по ходу сезона впервые вошла в рейтинге WTA в первую сотню, окончив его в итоге на 105-й позиции.
До 1999 года продолжала выступать в основном в турнирах ITF, завоевав ещё один титул в 1995 году (на турнире в Барселоне с призовым фондом 75 тысяч долларов) и два в 1998 году. За первую половину 1999 года выиграла пять турниров ITF в одиночном разряде и один в парном, в июне вернулась в первую сотню рейтинга, а в июле в Палермо впервые за карьеру вышла в финал турнира основного тура WTA, проиграв там Анастасии Мыскиной. После выхода в третий круг на Открытом чемпионате США завершила сезон на 60-м месте в рейтинге.
Хотя в 2000 году испанке не удавалось пробиться ни в один финал в турнирах WTA, несколько хороших рядовых результатов на этом уровне и победа в турнире ITF в Марселе позволили ей по ходу сезона подняться в рейтинге до 42-го места и снова завершить год в сотне сильнейших. Весной 2001 года Монтолио трижды играла в финалах турниров WTA, завоевав два титула. После этого она побывала в третьем круге Уимблдонского турнира и Открытого чемпионата США, где проиграла соответственно Ким Клейстерс и Линдсей Дэвенпорт, посеянным под 7-м и 3-м номерами. Год испанка закончила на 23-м месте в рейтинге и вскоре после начала следующего сезона поднялась на 22-ю позицию — высшую в карьере. Выиграв в апреле свой третий титул в турнирах WTA, она была снова приглашена в сборную на матч Кубка Федерации против команды Венгрии, но уступила в стартовой игре Жофии Губачи, и хотя испанки выиграли матч и прошли дальше, Монтолио больше в сборную не включали.
В дальнейшем Монтолио не удавалось развить успех из-за травм, и она в феврале 2004 года в возрасте 28 лет она объявила о завершении игровой карьеры.

## Положение в рейтинге в конце сезона
| Год              | 1991 | 1992 | 1993 | 1994 | 1995 | 1996 | 1997 | 1998 | 1999 | 2000 | 2001 | 2002 |
| ---------------- | ---- | ---- | ---- | ---- | ---- | ---- | ---- | ---- | ---- | ---- | ---- | ---- |
| Одиночный разряд | 675  | 394  | 302  | 105  | 174  | 110  | 261  | 277  | 60   | 60   | 23   | 133  |
| Парный разряд    | 753  | 572  | 353  | 380  | 290  | 142  | 271  |      | 527  |      |      |      |

## Финалы турниров за карьеру

### Одиночный разряд

#### Финалы турниров WTA в одиночном разряде(3-2)
| Легенда           |
| ----------------- |
| Большой шлем      |
| Чемпионат WTA     |
| I категория       |
| II категория      |
| III категория (1) |
| IV категория (2)  |
| V категория       |

| Результат | №  | Дата           | Турнир             | Покрытие | Соперница в финале    | Счёт в финале  |
| --------- | -- | -------------- | ------------------ | -------- | --------------------- | -------------- |
| Поражение | 1. | 18 июля 1999   | Палермо, Италия    | Грунт    | Анастасия Мыскина     | 6-3, 6-73, 2-6 |
| Победа    | 1. | 15 апреля 2001 | Оэйраш, Португалия | Грунт    | Елена Бовина          | 3-6, 6-3, 6-2  |
| Победа    | 2. | 6 мая 2001     | Бол, Хорватия      | Грунт    | Мариана Диас-Олива    | 3-6, 6-2, 6-4  |
| Поражение | 2. | 26 мая 2001    | Мадрид, Испания    | Грунт    | Аранча Санчес Викарио | 5-7, 0-6       |
| Победа    | 3. | 7 апреля 2002  | Порту, Португалия  | Грунт    | Маги Серна            | 6-1, 2-6, 7-5  |

#### Финалы турниров ITF в одиночном разряде (12-6)
| Легенда:         |
| ---------------- |
| 100.000 USD      |
| 75.000 USD (1)   |
| 50.000 USD (3)   |
| 25.000 USD (4)   |
| 10.000 USD (4+1) |

| Результат | №   | Дата            | Турнир                   | Покрытие | Соперница в финале      | Счёт в финале   |
| --------- | --- | --------------- | ------------------------ | -------- | ----------------------- | --------------- |
| Поражение | 1.  | 2 мая 1993      | Лерида, Испания          | Грунт    | Роса Мария Льянерас     | 6-73, 6-3, 1-6  |
| Поражение | 2.  | 9 мая 1993      | Балагер, Испания         | Грунт    | Каролин Тойр            | 7-65, 6-75, 4-6 |
| Победа    | 1.  | 16 мая 1993     | Барселона, Испания       | Грунт    | Мариам Рамон Климент    | 7-63, 6-4       |
| Поражение | 3.  | 23 мая 1993     | Тортоса, Испания         | Грунт    | Мария Санчес Лоренсо    | 2-6, 5-7        |
| Победа    | 2.  | 27 февраля 1994 | Валенсия, Испания        | Грунт    | София Празериш          | 6-3, 6-0        |
| Поражение | 4.  | 6 марта 1994    | Мадрид, Испания          | Грунт    | Сара Питковски          | 4-6, 3-6        |
| Победа    | 3.  | 5 июня 1994     | Барселона                | Хард     | Кристина Торренс Валеро | 6-3, 6-2        |
| Победа    | 4.  | 18 июня 1995    | Барселона                | Грунт    | Федерика Фортуни        | 7-65, 6-73, 6-4 |
| Победа    | 5.  | 19 июля 1998    | Гечо, Испания            | Грунт    | Кира Надь               | 7-64, 7-65      |
| Победа    | 6.  | 11 октября 1998 | Жирона, Испания          | Грунт    | Марта Марреро           | 6-4, 6-1        |
| Победа    | 7.  | 7 февраля 1999  | Пальманова, Испания      | Грунт    | Хисела Риера            | 6-0, 6-3        |
| Победа    | 8.  | 14 февраля 1999 | Пальманова               | Грунт    | Эмманюэль Кюрюче        | 6-3, 6-77, 6-1  |
| Поражение | 5.  | 4 апреля 1999   | Понтеведра, Испания      | Хард     | Анабель Медина Гарригес | 1-6, 2-6        |
| Победа    | 9.  | 9 мая 1999      | Афины, Греция            | Грунт    | Лаура Пена              | 6-0, 6-2        |
| Победа    | 10. | 16 мая 1999     | Эдинбург, Великобритания | Грунт    | Патриция Вартуш         | 6-3, 6-4        |
| Победа    | 11. | 20 июня 1999    | Марсель, Франция         | Грунт    | Кристина Торренс Валеро | 6-4, 7-5        |
| Поражение | 6.  | 27 июня 1999    | Гориция, Италия          | Грунт    | Анастасия Мыскина       | 1-6, 3-6        |
| Победа    | 12. | 18 июня 2000    | Марсель                  | Грунт    | Анабель Медина Гарригес | 6-2, 6-74, 6-4  |

### Парный разряд

#### Финалы турниров ITF в парном разряде (1-3)
| Результат | №  | Дата            | Турнир              | Покрытие | Партнёрша            | Соперницы в финале               | Счёт в финале  |
| --------- | -- | --------------- | ------------------- | -------- | -------------------- | -------------------------------- | -------------- |
| Поражение | 1. | 9 мая 1993      | Балагер, Испания    | Грунт    | Йоланда Клемот       | Мелисса Бидман Ванесса Менга     | 2-6, 2-6       |
| Поражение | 2. | 26 февраля 1995 | Валенсия, Испания   | Грунт    | Эстефания Боттини    | Петра Рацлавска Катерина Шишкова | 6-4, 3-6, 5-7  |
| Поражение | 3. | 16 июня 1996    | Будапешт, Венгрия   | Грунт    | Фабиола Сулуага      | Нора Кёвеш Вираг Чурго           | 7-5, 5-7, 2-6  |
| Победа    | 1. | 14 февраля 1999 | Пальманова, Испания | Грунт    | Мария Фернанда Ланда | Эмманюэль Кюрюче Келли Лигган    | 2-6, 6-4, 7-64 |